# Macroteleia macrogaster
Macroteleia macrogaster är en stekelart som beskrevs av William Harris Ashmead 1893. Macroteleia macrogaster ingår i släktet Macroteleia och familjen Scelionidae. Inga underarter finns listade i Catalogue of Life.